# Kais Saied
Kais Saied (arabisk: قَيس سَعيد; født 22. februar 1958 i Tunesien) er en tunesisk politiker og jurist, som siden oktober 2019 har været Tunesiens præsident.
Saied har haft forskellige juridiske og akademiske stillinger siden 1980'erne. Han stillede op til præsidentvalget i Tunesien 2019 som en uafhængig socialkonservativ kandidat, der blev støttet af partiet Ennahda og andre på tværs af det politiske spektrum. Saied gik til valg på en populistisk platform hvor han forsøgte at appellere til yngre vælgere. Han lovede at bekæmpe korruption og ønskede at ændre valgsystemet. Saied fik med 620.711 stemmer flest stemmer i første runde af præsidentvalget og gik sammen med Nabil Karoui videre til anden runde som han vandt med 2.777.931 stemmer svarende til 72,71 %. Saied blev taget i ed som præsident 23. oktober 2019.
I januar 2021 begyndte en række protester som reaktion på påstået politibrutalitet, økonomiske vanskeligheder og COVID-19-pandemien. Den 25. juli 2021 afsatte Saied parlamentet og afskedigede premierminister Hichem Mechichi, hvilket blev beskrevet som forfatningsstridigt og et selvkup af juridiske eksperter og medier.
Efter selvkuppet opløste Saied Det Øverste Retsråd, og adskillige højtstående politikere blev afholdt. Han regerede ved dekret, indtil det lykkedes ham at få vedtaget en ny forfatning, som gav ham flere beføjelser. Det efterfølgende parlamentsvalg i december 2022 havde en rekordlav valgdeltagelse på under 9 %.